# Augustin Hubert
Pour les articles homonymes, voir Hubert.
Augustin Hubert, né le 5 mars 1918 à Nantes et tombé au champ d'honneur le 6 juin 1944 à Ouistreham, est un officier de marine français au grade de lieutenant de vaisseau. Son nom a été donné au commando Hubert, une unité de nageurs de combat de la Marine nationale française.

## Une famille de militaires
Son père était le capitaine Augustin Hubert, Saint-Cyrien de la promotion de La Tour d'Auvergne (1903-1906), Chevalier de la Légion d'honneur, croix de guerre avec palmes (3 citations). Il est mort pour la France le 20 août 1917 lors d'un combat aérien au-dessus de Vadelaincourt (près de Verdun), où il est inhumé dans la nécropole nationale (tombe 650),,.
Ses quatre frères participèrent au conflit, notamment Dominique Hubert (1916-2006) qui termina sa carrière militaire au grade de Général de brigade.

## Carrière militaire

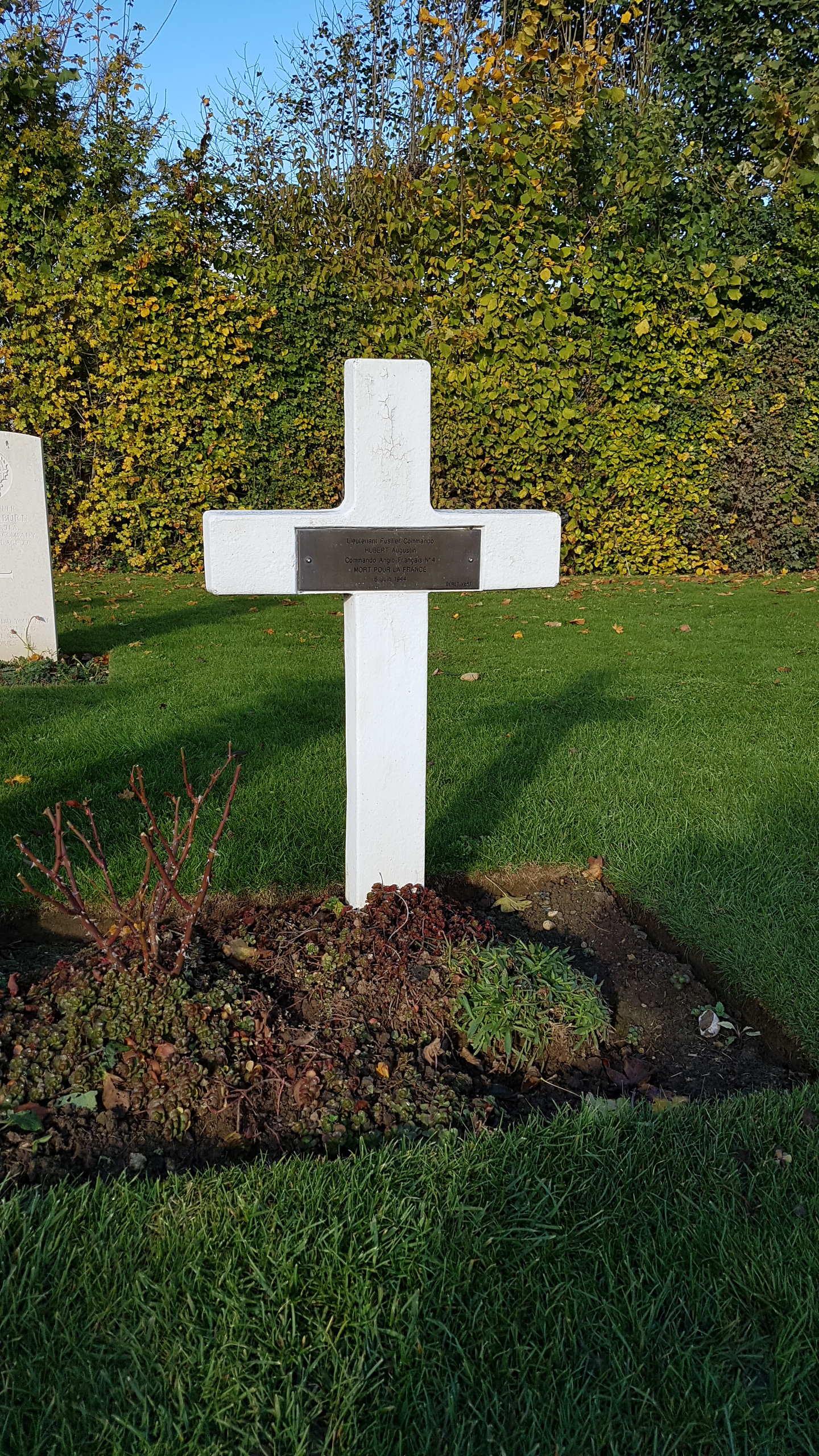
Tombe d'Augustin Hubert.

En 1939, Augustin Hubert, âgé de 21 ans, est mobilisé dans le 5e régiment d'infanterie comme simple soldat. À la démobilisation de 1940, il s'engage dans les chantiers de jeunesse en France puis en Tunisie. Nommé lieutenant en novembre 1943, il embarque un mois plus tard pour l'Angleterre où il est versé dans les Forces navales françaises libres et intègre le commando Kieffer.
Il participe au débarquement de Normandie sur la plage de Colleville-Montgomery le 6 juin 1944. Il est tué le jour même par un tir de tireur embusqué à Ouistreham lors de la progression de sa section de mitrailleuses rapides en direction du Casino. Il repose au cimetière militaire britannique d'Hermanville-sur-Mer. Il était âgé de 26 ans.
Le lieutenant de vaisseau Augustin Hubert a été cité à l'ordre de l'Armée de mer et fait chevalier de la Légion d'Honneur à titre posthume.